# Ligne de La Tour-sur-Orb à Plaisance-Andabre
La ligne de chemin de fer de La Tour-sur-Orb à Plaisance-Andabre (de nos jours Saint-Geniès-de-Varensal-Rosis) est une ancienne concession des Chemins de fer du Midi, reliée à la ligne de Béziers à Neussargues. Construite durant la Révolution industrielle pour relier le bassin minier de Graissessac, la ligne cesse d'être exploitée par la SNCF dans les années 1950.

## Histoire

### De Graissessac à Béziers
La première étape de cette ligne a été amorcée par la Compagnie du chemin de fer de Graissessac à Béziers pour le transport du charbon du bassin houiller de Graissessac. La concession entre Béziers et Graissessac est autorisée en 1852.
La Compagnie du chemin de fer de Graissessac à Béziers, créée pour reprendre et gérer la concession, est approuvée le 26 février 1853. Les travaux sont achevés en 1858, mais la compagnie en difficulté financière est placé sous séquestre.
La convention signée entre le ministre des Travaux publics et la Compagnie des chemins de fer du Midi et du Canal latéral à la Garonne le 1er mai 1863 acte le rachat du chemin de fer de Graissessac à Béziers, dont le prix sera fixé par un arbitrage. Cette convention prévoit en outre la concession à la compagnie de deux lignes. La première de Montpellier à « Milhau » se raccordant depuis Paulhan à la ligne de Graissessac à Béziers au niveau de Faugères et s'en séparant à La-Tour-d'Orb pour continuer vers le nord, et la seconde « de Milhau à Rodez ». Cette convention est approuvée par décret impérial le 11 juin 1863. La sentence arbitrale est rendue le 17 juillet 1865. Elle fixe le montant du rachat de la ligne à 16 millions de francs. Un décret impérial entérine la sentence le 23 décembre 1865.

### De Graissessac à Plaisance-Andabre
Dès 1860, en amont de la vallée de la Mare, les mines de charbons de Plaisance et Andabre se trouvent sous exploitées du fait du manque de transports.
La loi du 17 juillet 1879 (dite plan Freycinet) portant classement de 181 lignes de chemin de fer dans le réseau des chemins de fer d’intérêt général retient en no 156, une ligne « d'Estréchoux à Castanet-le-Haut ».
La ligne est concédée à titre éventuel par l'État à la Compagnie des chemins de fer du Midi et du Canal latéral à la Garonne par une loi le 17 juillet 1886.
Une loi du 23 juillet 1903 déclare la ligne d'utilité publique et rend définitive sa concession à la Compagnie des chemins de fer du Midi et du Canal latéral à la Garonne.
La construction de la ligne est divisée en quatre lots. Un lot de terrassement et maçonneries divisé en deux tranches; l'une de 5,378 km, l'autre de 5,124 km. Un troisième lot pour les infrastructures métalliques, un quatrième pour les maisons de garde.
La première tranche est adjugée en décembre 1908 à un entrepreneur parisien qui se rétracte un mois plus tard. Elle est finalement adjugée en juin 1909. En 1910, les travaux sont commencés et s'exécutent dans de bonnes conditions.
En janvier 1911, une décision ministérielle autorise l'établissement d'une halte de 4e catégorie à Castanet-le-Bas, ce que la Compagnie du Midi contestait. 
En février 1912, l'étude de la deuxième tranche est approuvée.
En octobre 1912, la deuxième tranche est adjugée à deux entrepreneurs qui commencent les travaux le mois suivant.
Le 3e lot est adjugé en janvier 1914 à la société générale de construction métalliques et de travaux publics, siégeant à Paris.
En avril 1915, la mise en place des ouvrages du 3e lot est affectée par la guerre, les ateliers sont réquisitionnés par l’armée.
Pour pallier le manque de main-d'œuvre qualifiée, une convention est approuvée par le ministère pour l'utilisation des prisonniers de guerre dans la poursuite de la 2e tranche. Il se trouve déjà 51 prisonniers, ce qui réduit les coûts de main-d’œuvre. 
1917, les deux tranches sont pratiquement terminées. Aucune offre n’a été déposée pour le 4e lot au montant de 54 000 fr. Les mines de Plaisance et Andabre se sont mises d'accord afin d'utiliser la plate forme de la voie pour le transport du charbon à Estréchoux en y posant une voie étroite. 
À cause du retard des livraisons des ponts métalliques, des ponts en charpentes bois sont faits sur les maçonneries de Vérénoux et Estréchoux. La compagnie du Midi ne pourra pas installer la voie, ce qui conduit la société des mines de Plaisance à passer par un entrepreneur, M. Boyer. Celui-ci fera poser une voie d’une mètre de large qu'il exploitera et assurera le transport du charbon jusqu’à la station d’Estréchoux.
Décembre 1919, un 2e entrepreneur, M. Carquet, de Saint-Gervais, obtient l'adjudication pour le 4e lot. L’entreprise du 3e lot a été résiliée en décembre 1918. L’accord entre M. Boyer et la société des mines de Plaisance est agréé par décision ministérielle en décembre 1919.
La ligne entre en service dans les années 1920 pour une courte durée. Dans les années 1950, la ligne fut fermée au trafic voyageurs. Les mines cessèrent leurs activités et en 1978, la voie fut fermée définitivement. En 1989 la ligne est déclassée. 
Le coût des travaux se monte à plus de 3 380 000 franc-or ce qui représente plus de 13 000 000 d'euros

## Infrastructure
La construction de la ligne a nécessité un approvisionnement en pierres, soit locales ou non. 
Les ouvrages d'art sont dotés d'un appareillage polygonal, plus résistant et durable que les appareillages traditionnels, mais plus long à mettre en œuvre. 
Le viaduc de Latour est fait en calcaire dur, une carrière locale a donc été exploitée.
La fourniture de chaux est aussi locale, puisqu'un four à chaux situé à La Tour-sur-Orb est contemporain de cette époque. Les ouvrages de Graissessac et Castanet-le-Bas sont bâtis en grès dont la provenance est inconnue.
Cette ligne comporte sept ponts et viaducs, le plus long et aussi plus haut étant celui de Latour-sur-Orb, cinq tunnels, (720 m pour celui de l'Aire Raymond), cinq arrêts et gares, cinq passages à niveau. 
La totalité de la voie est déferrée, mais la grande majorité des ouvrages d'art sont encore intacts, seul l'embranchement à la gare de Graissessac-Estréchoux a disparu. 
La partie entre Plaisance-Andabre et Saint-Gervais-sur-Mare a été reconvertie en parcours de santé, les maisons des passages à niveau sont devenues des habitations, seule celle de la départementale no 23 entre La Tour-sur-Orb et Graissessac est abandonnée.
En 2010, une étude paysagère a été proposée à la communauté de communes des Monts d'Orb et la commune de Bédarieux, pour revaloriser l'ancienne ligne, et propose un parcours pédestre reliant Plaisance à Bédarieux.

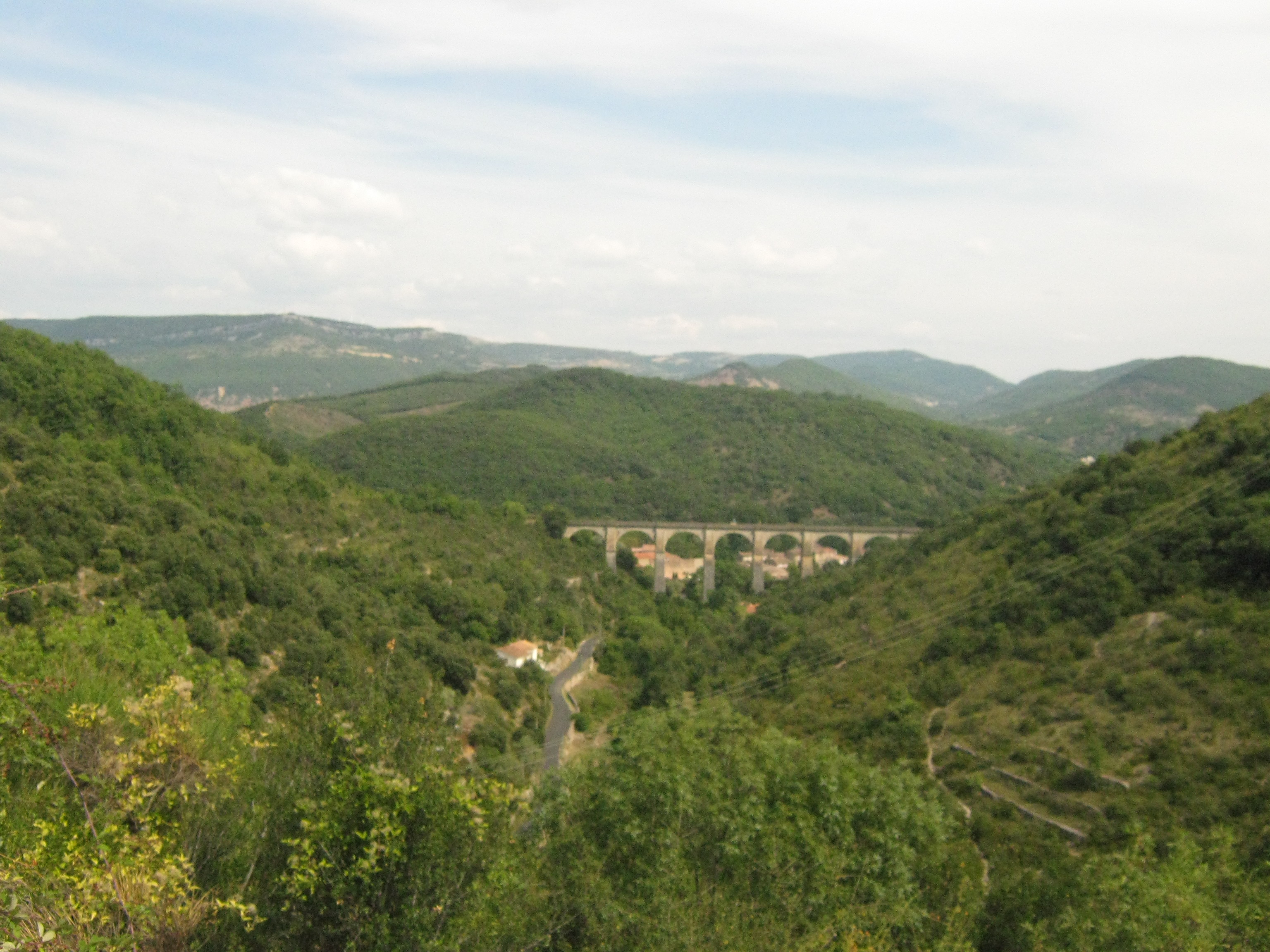
Vue du viaduc de Latour
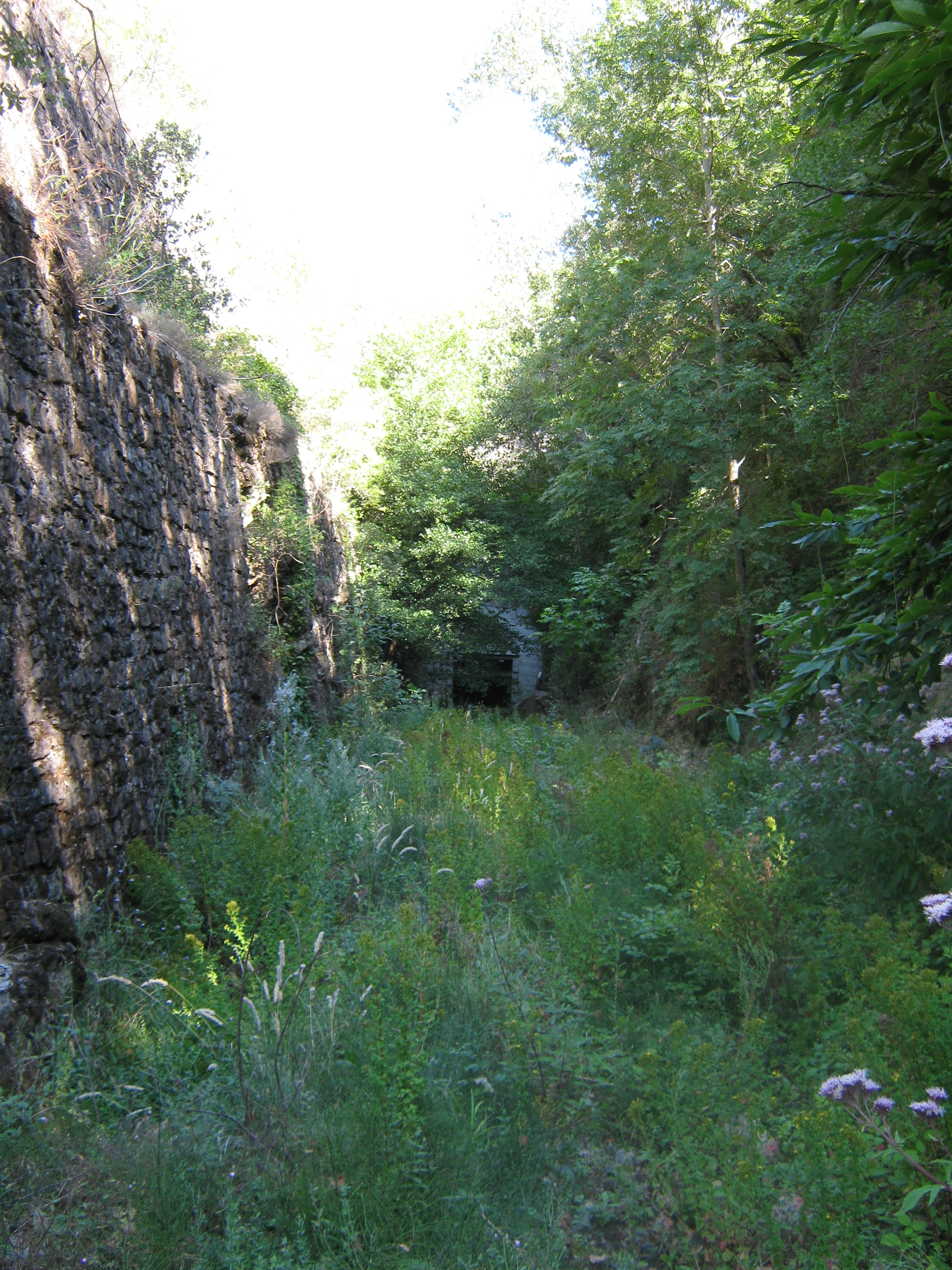
Entrée du tunnel de l'Aire Raymond côté Graissessac
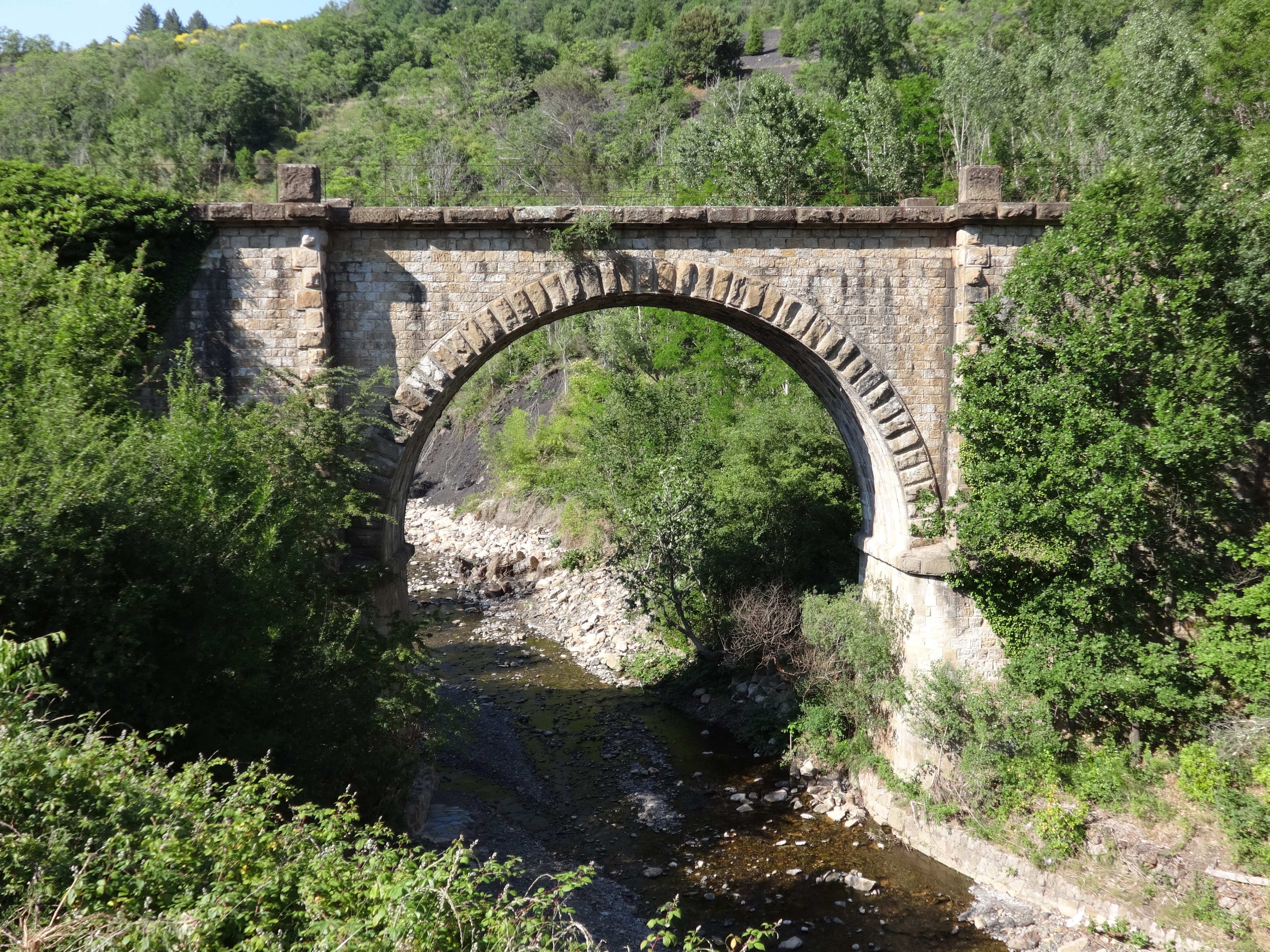
Ligne de Latour à Plaisance, passage sur le Clédou
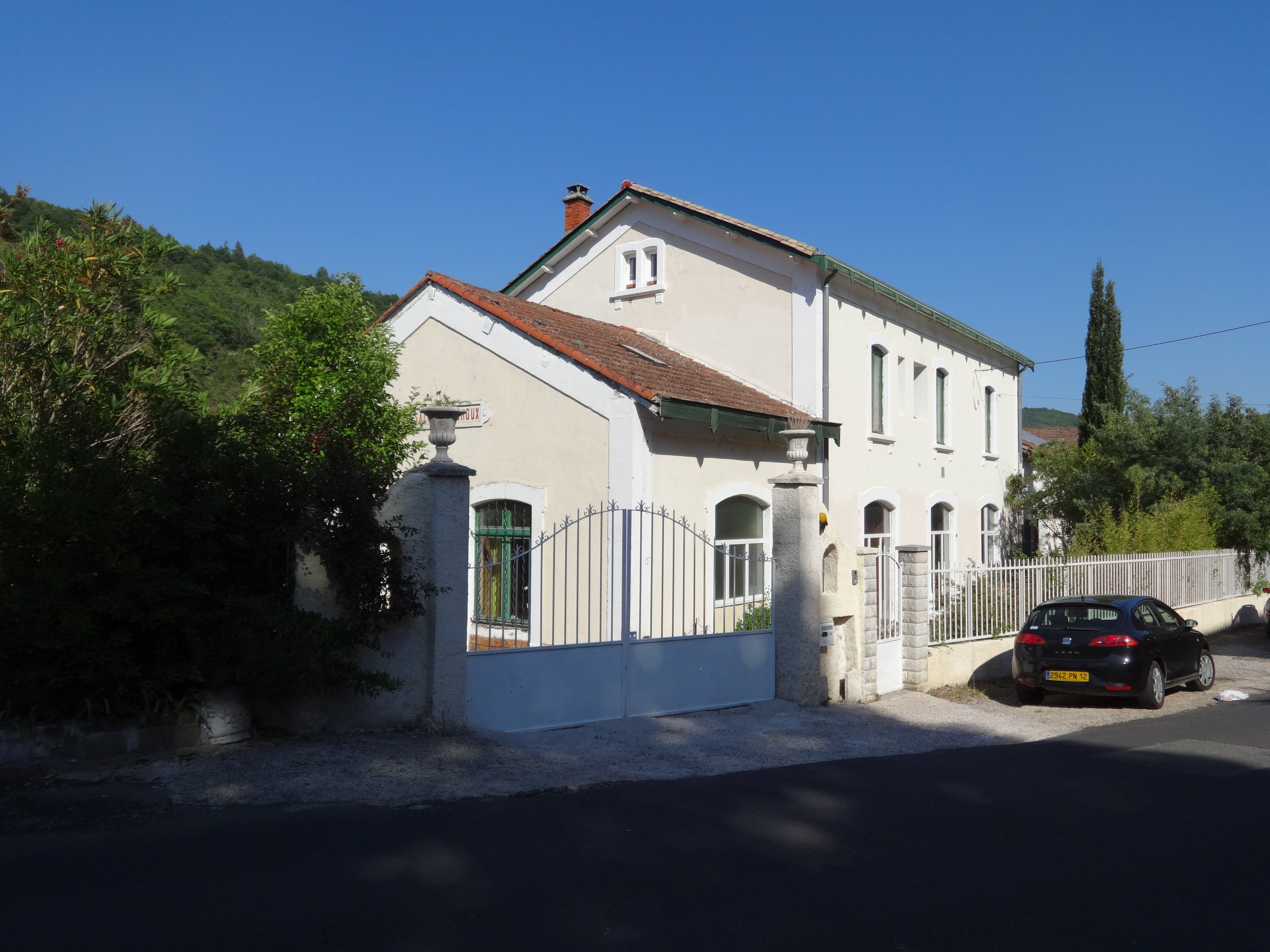
Ligne de Latour à Plaisance
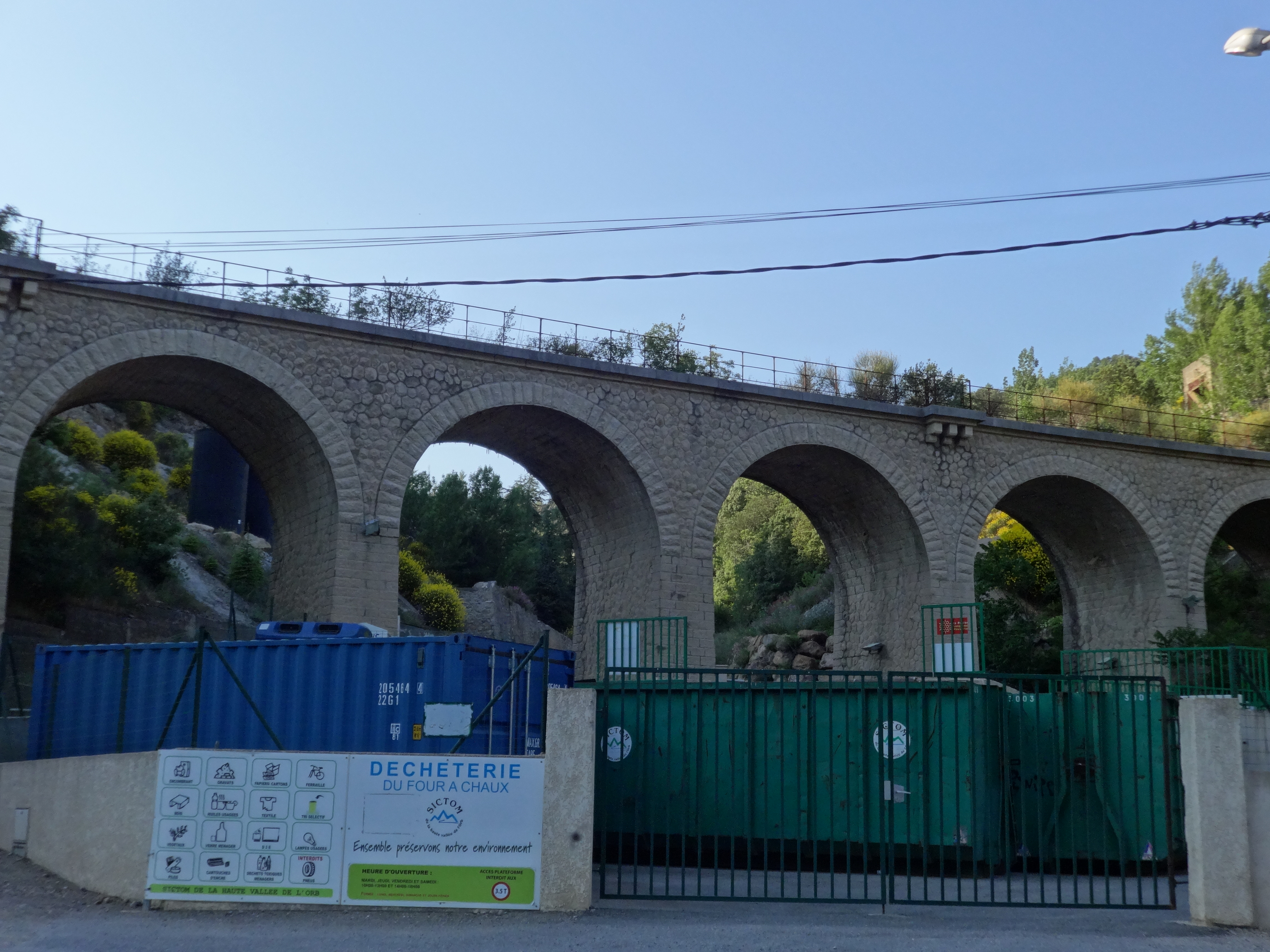
Viaduc du four à chaux
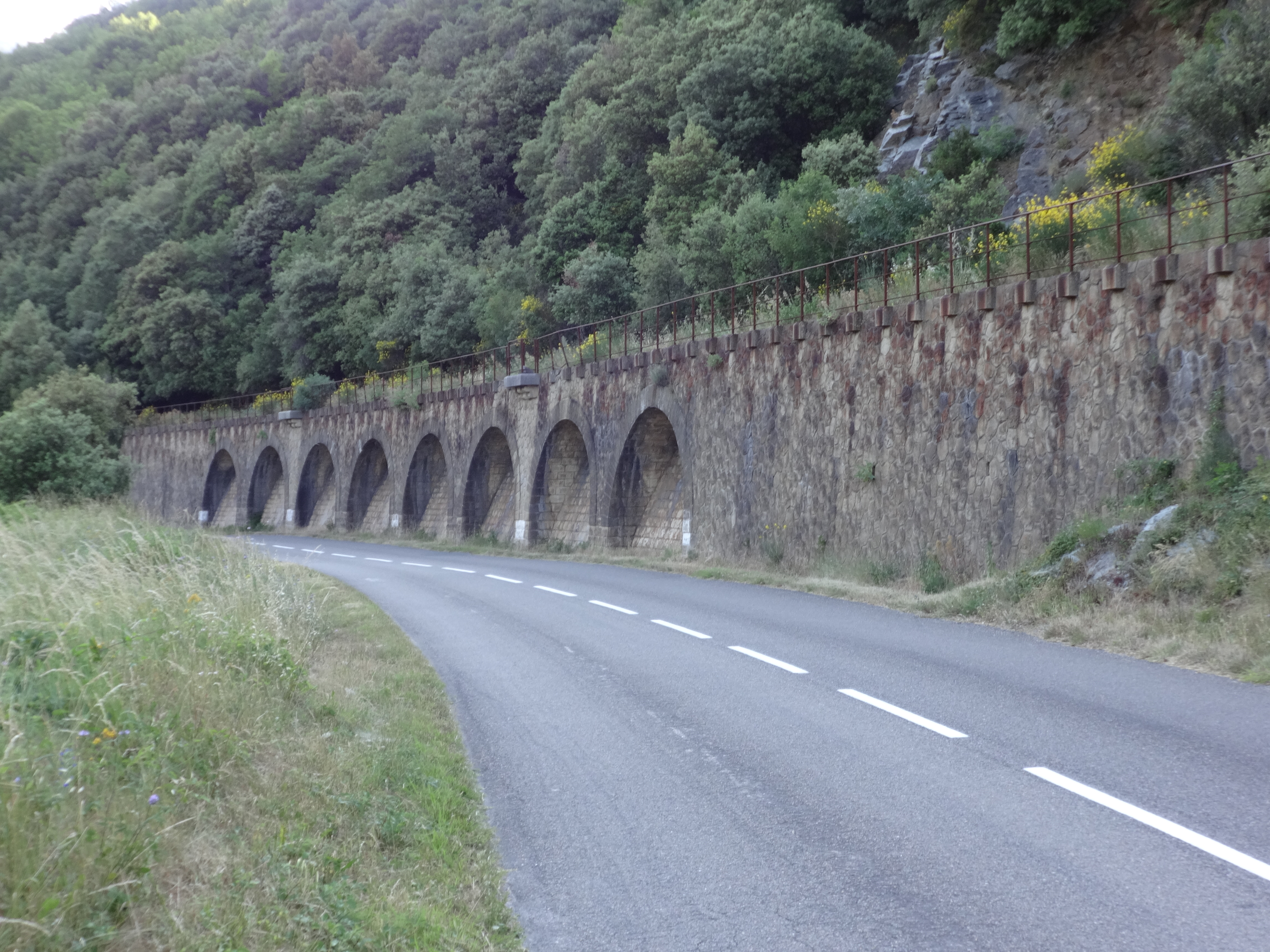
Mur de soutenement à Vérénoux
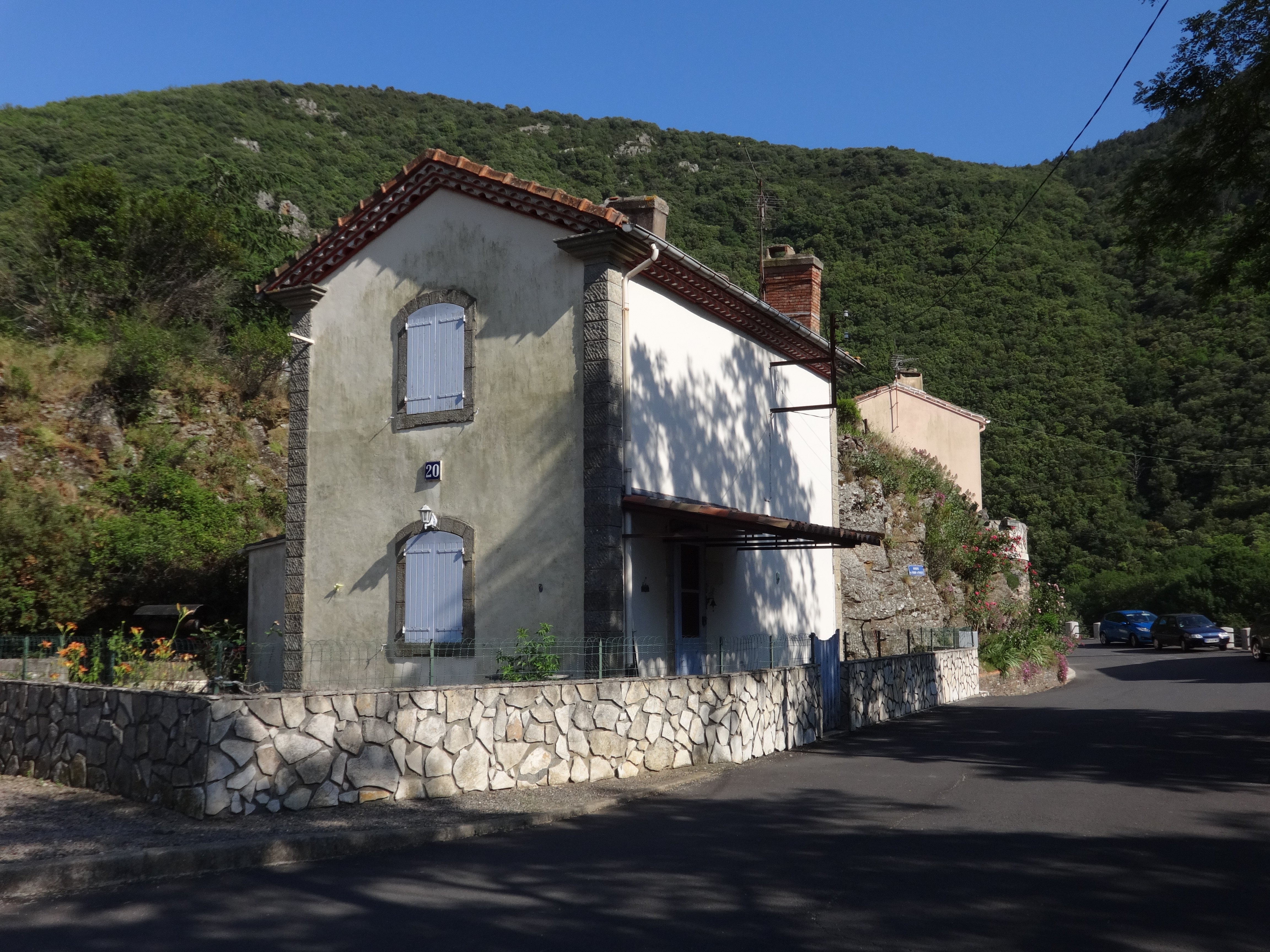
Ligne de Latour à Plaisance
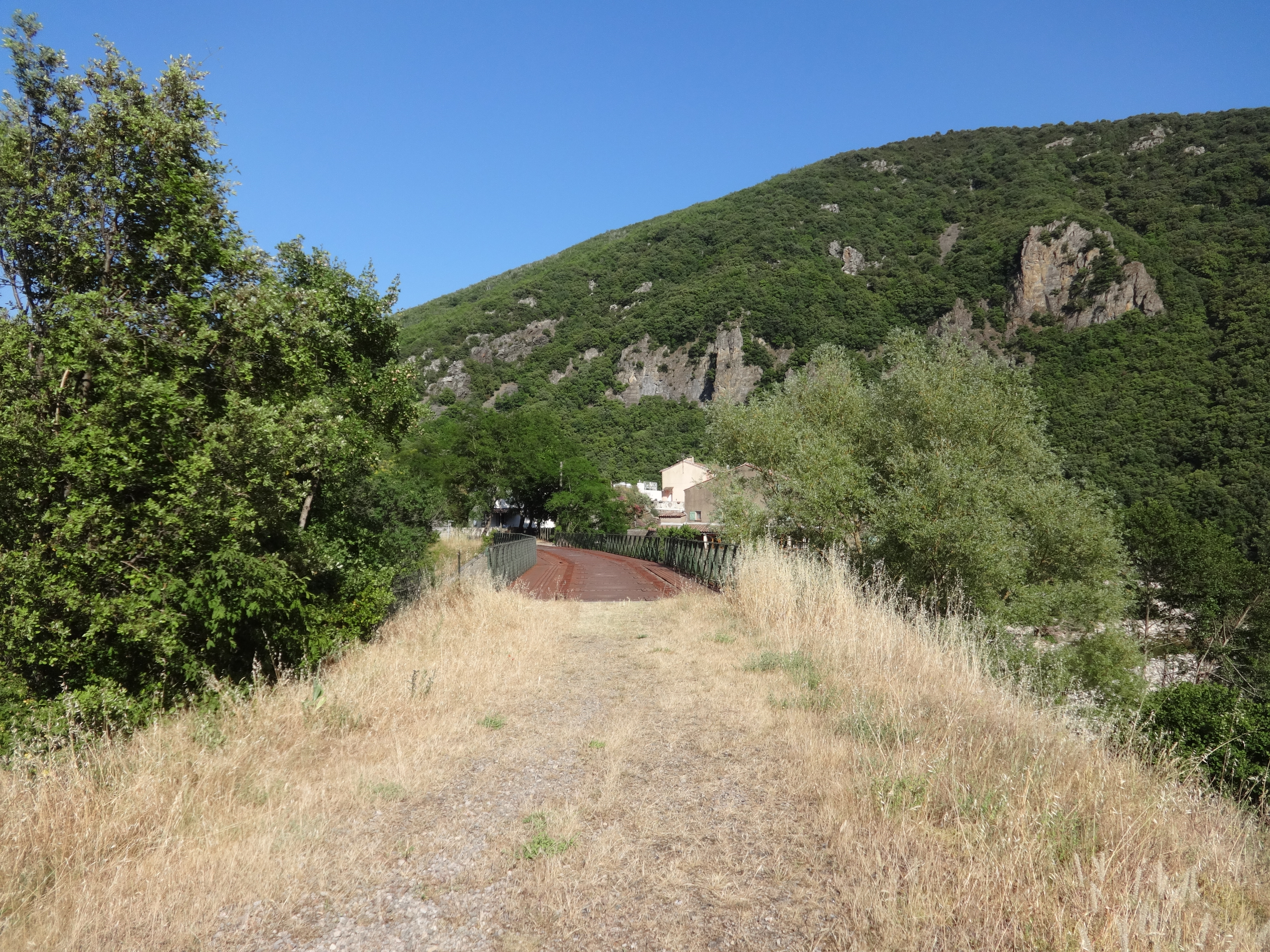
Plate forme à Vérénoux
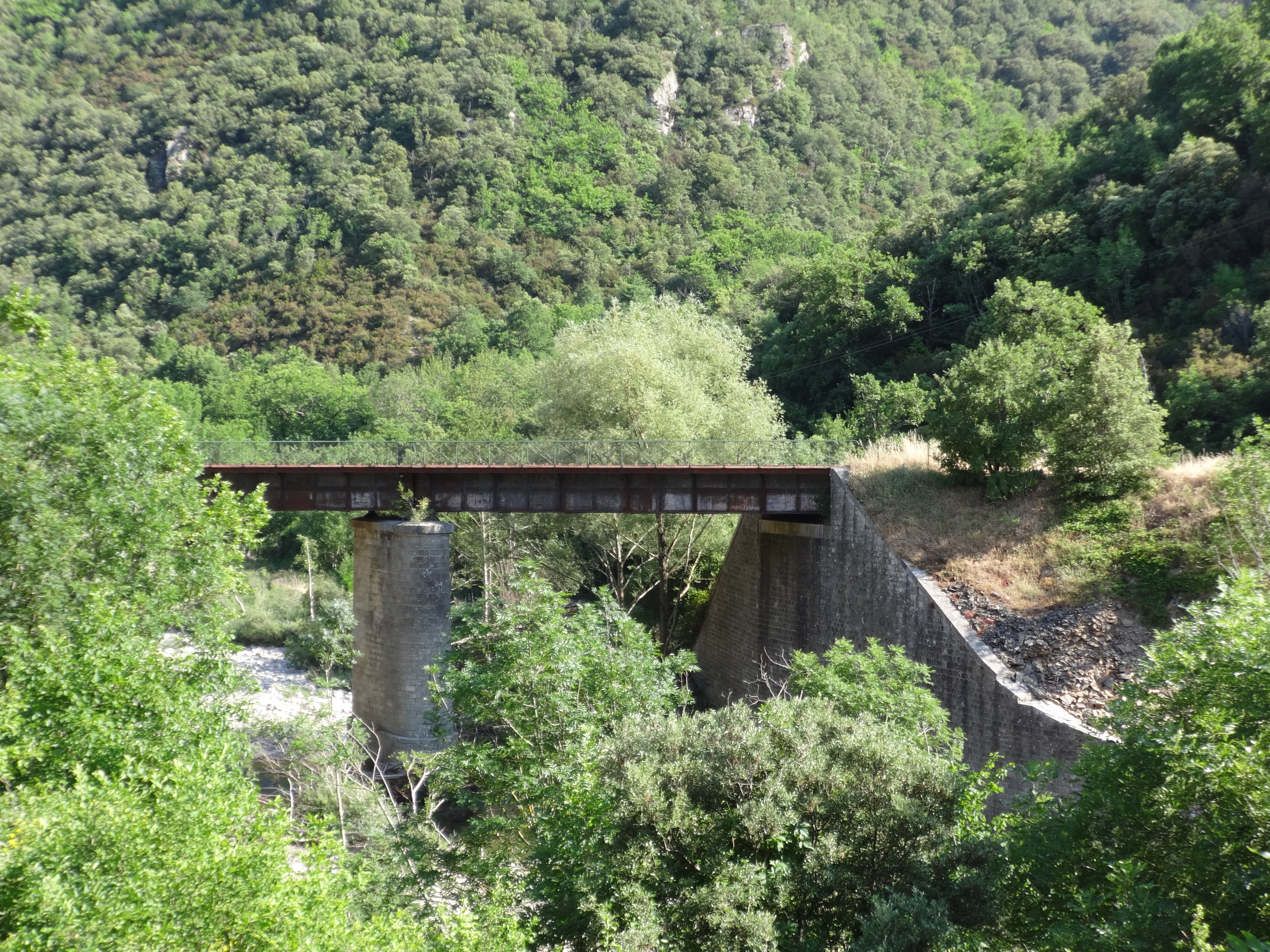
Pont sur la Mare à Vérénoux
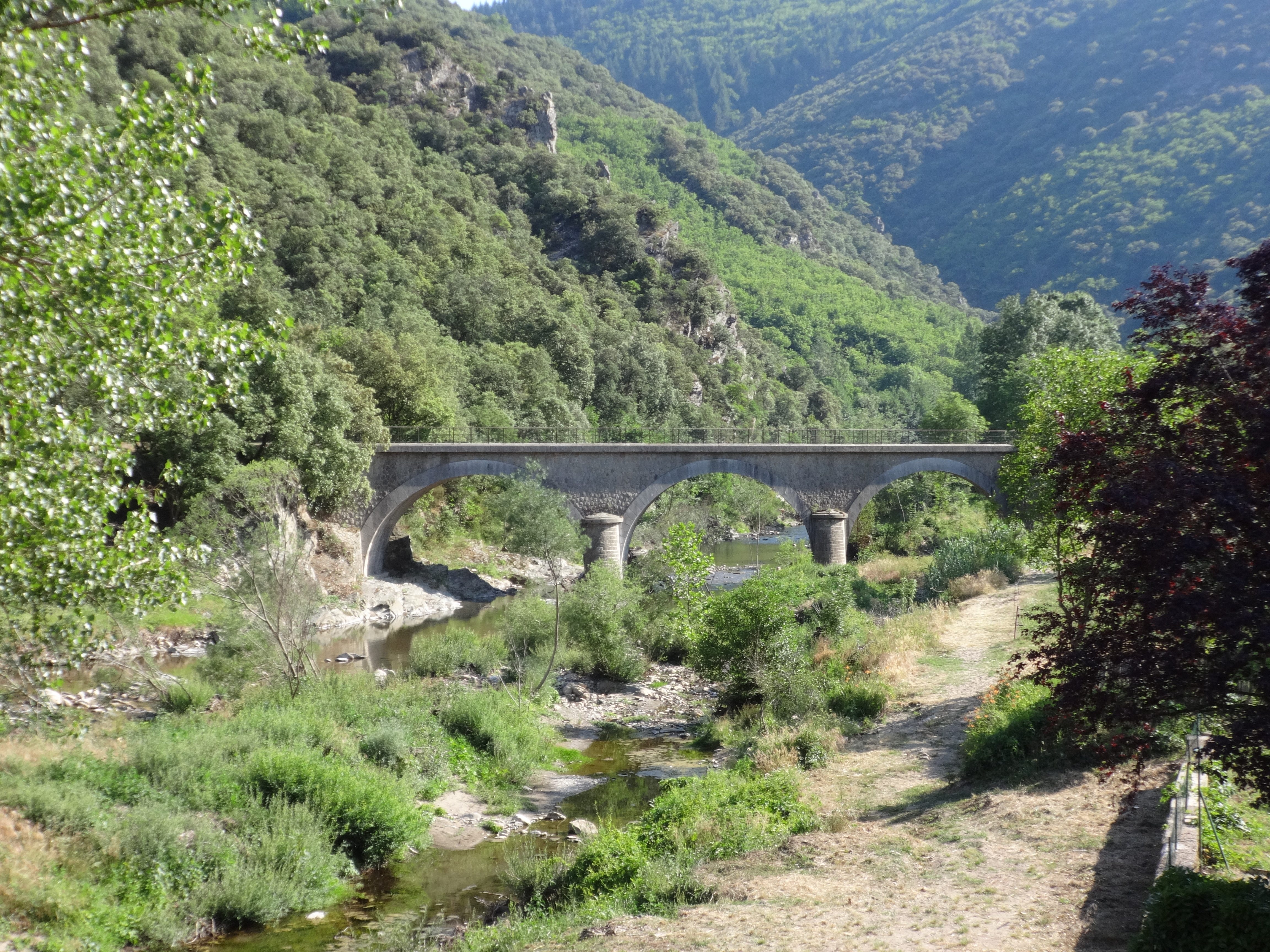
Pont sur la Mare à Castanet-le-Bas
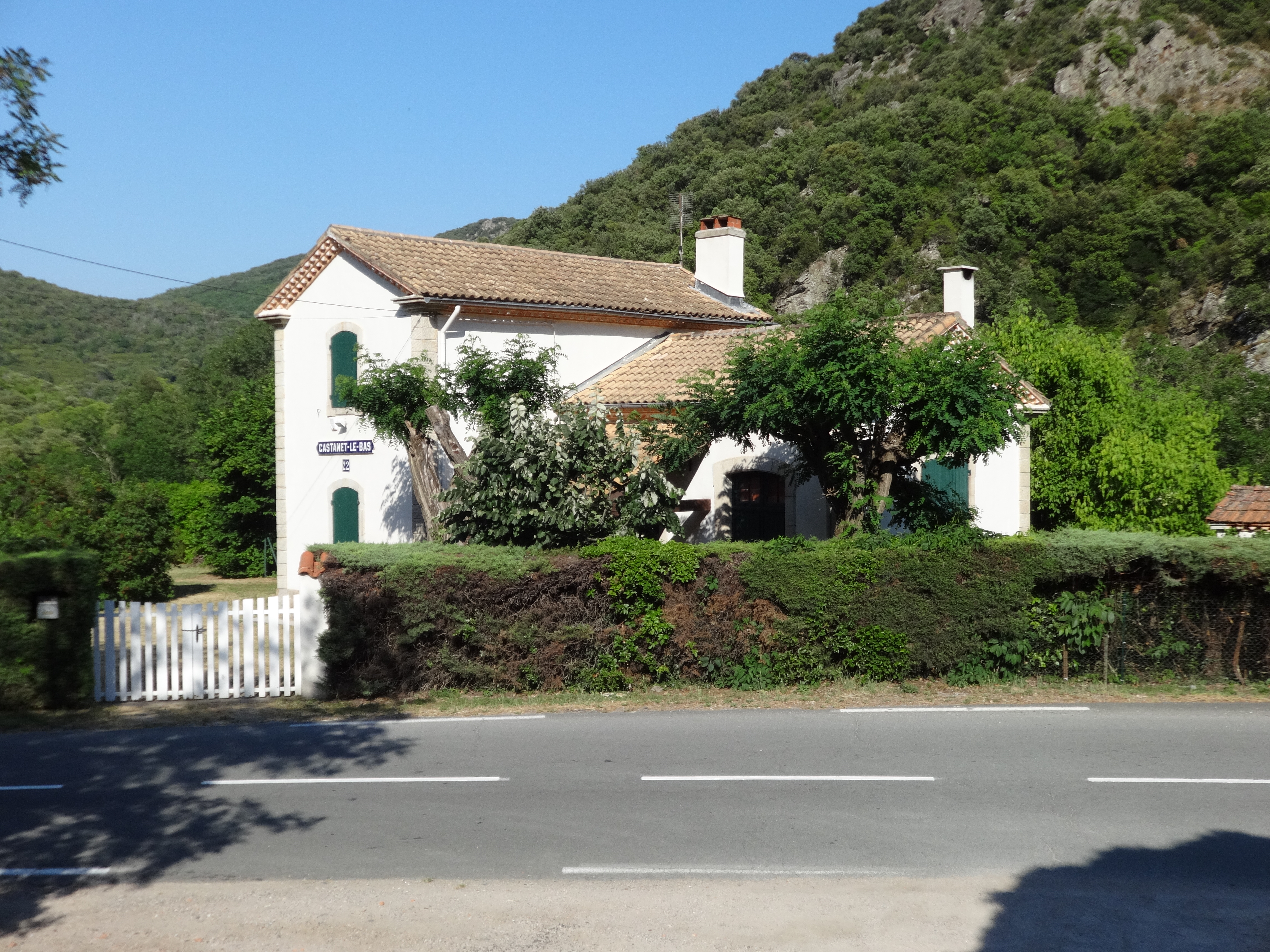
Halte de Castanet-le-Bas
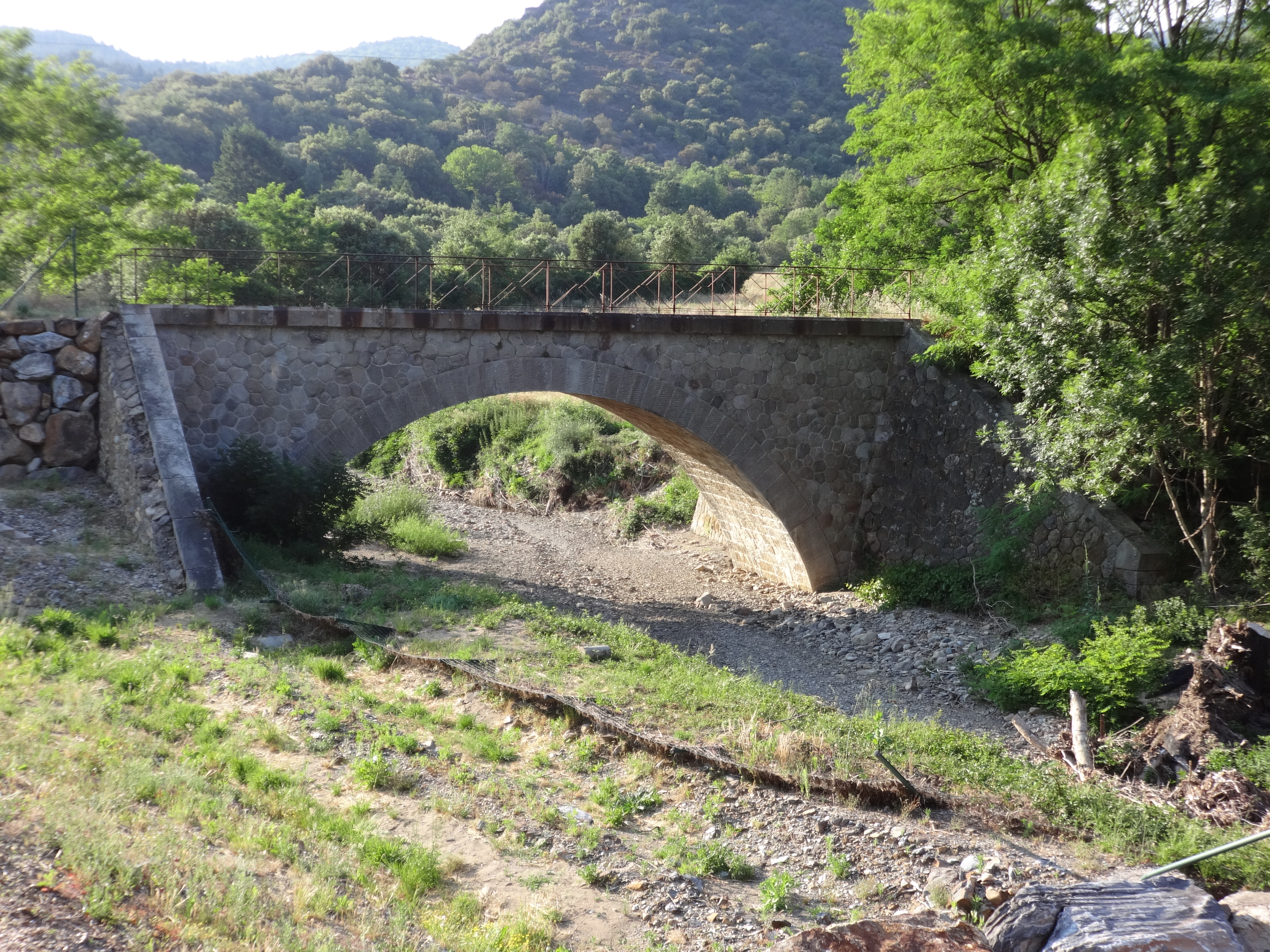
Pont sur le Bédés
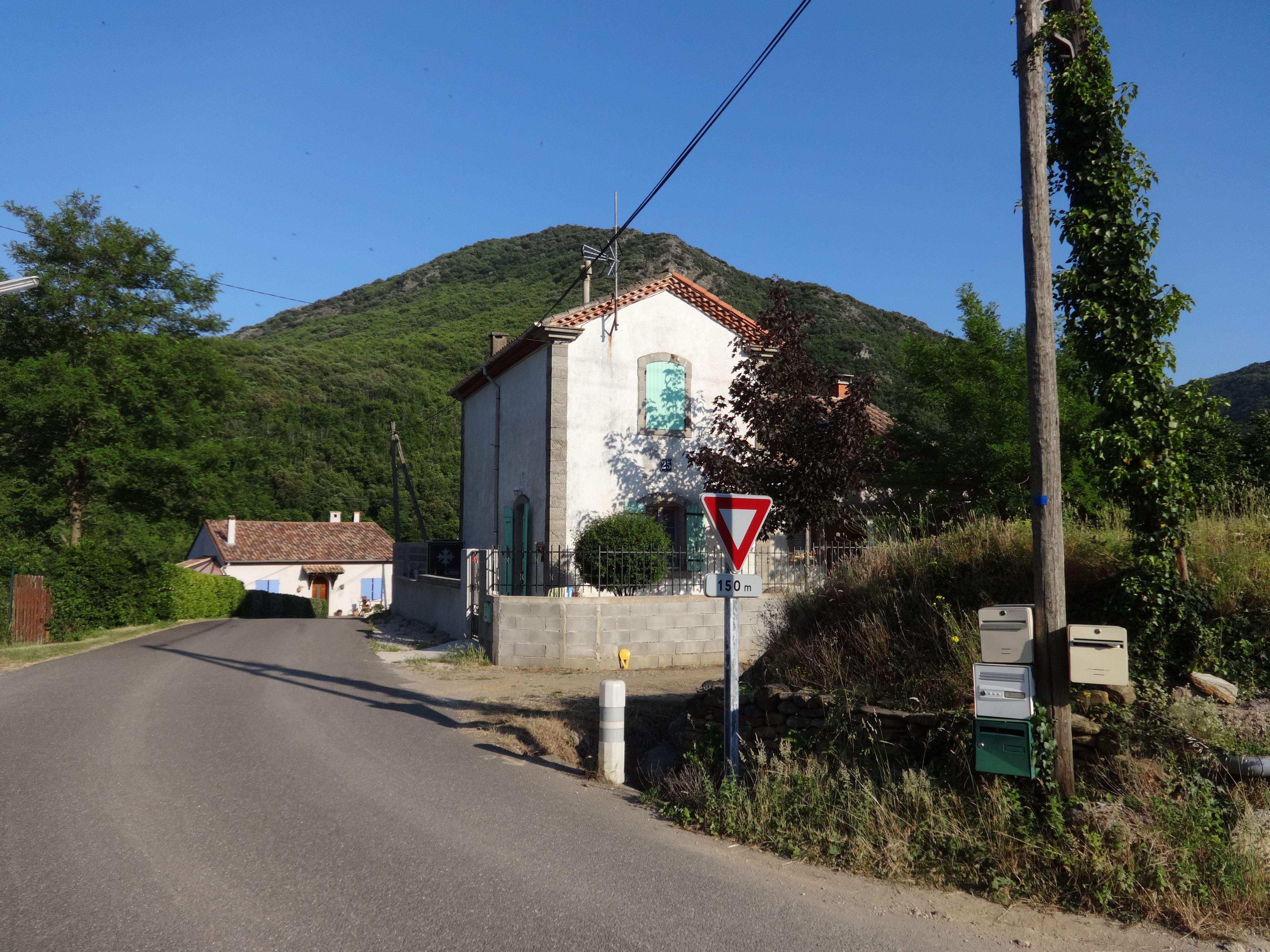
PN de Rongas
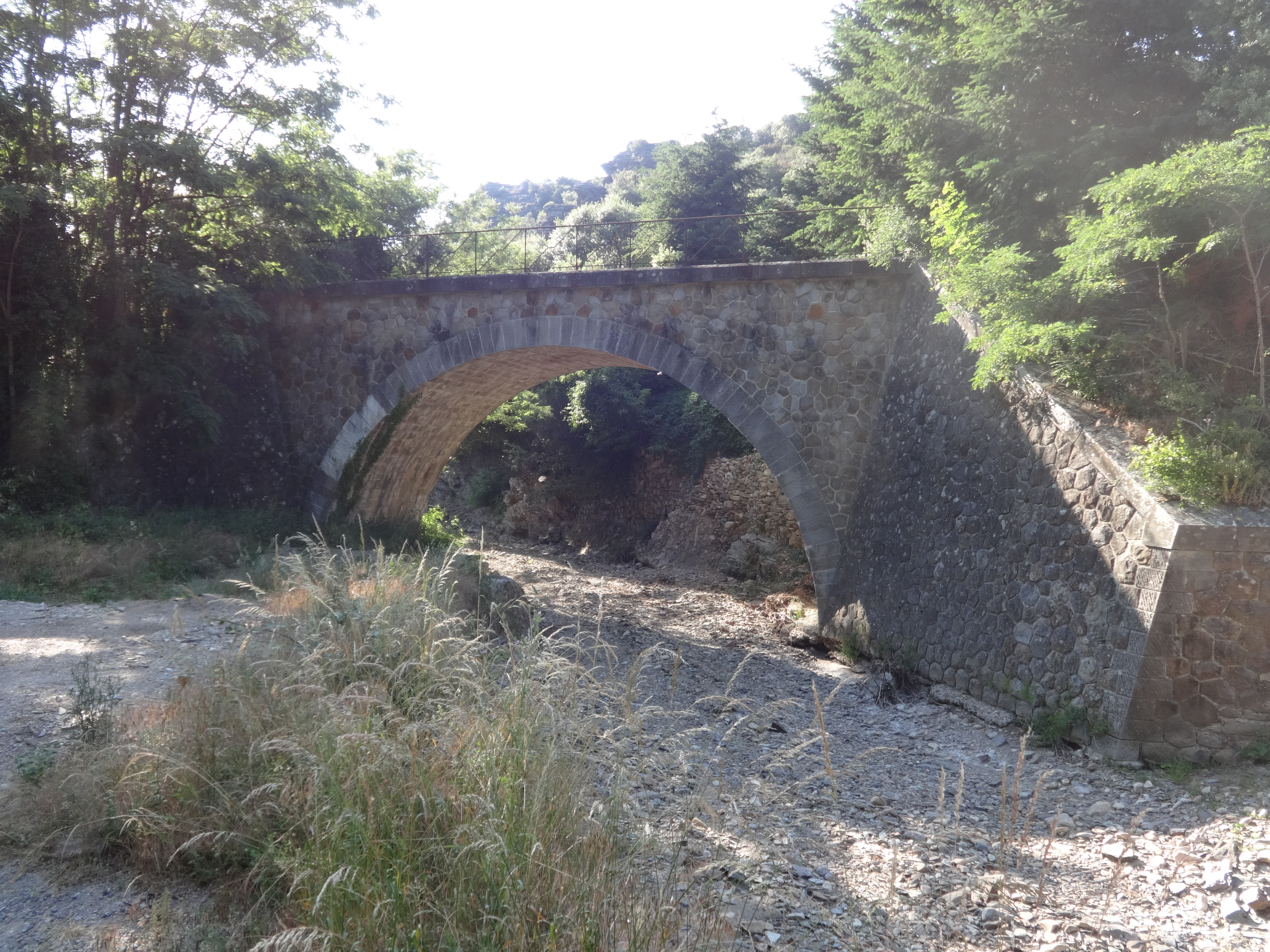
Pont sur le Narbounis
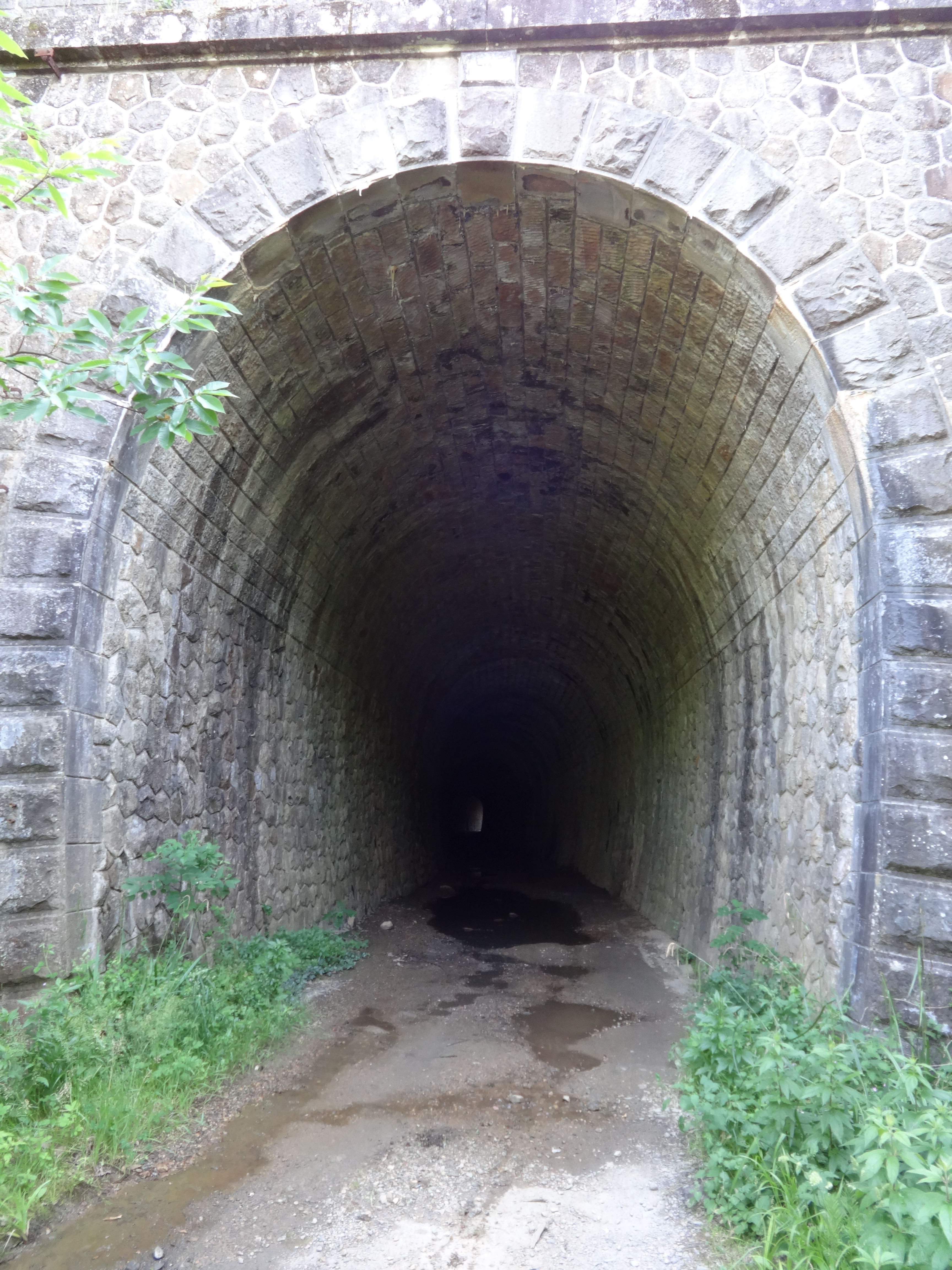
Tunnel du Garrigas
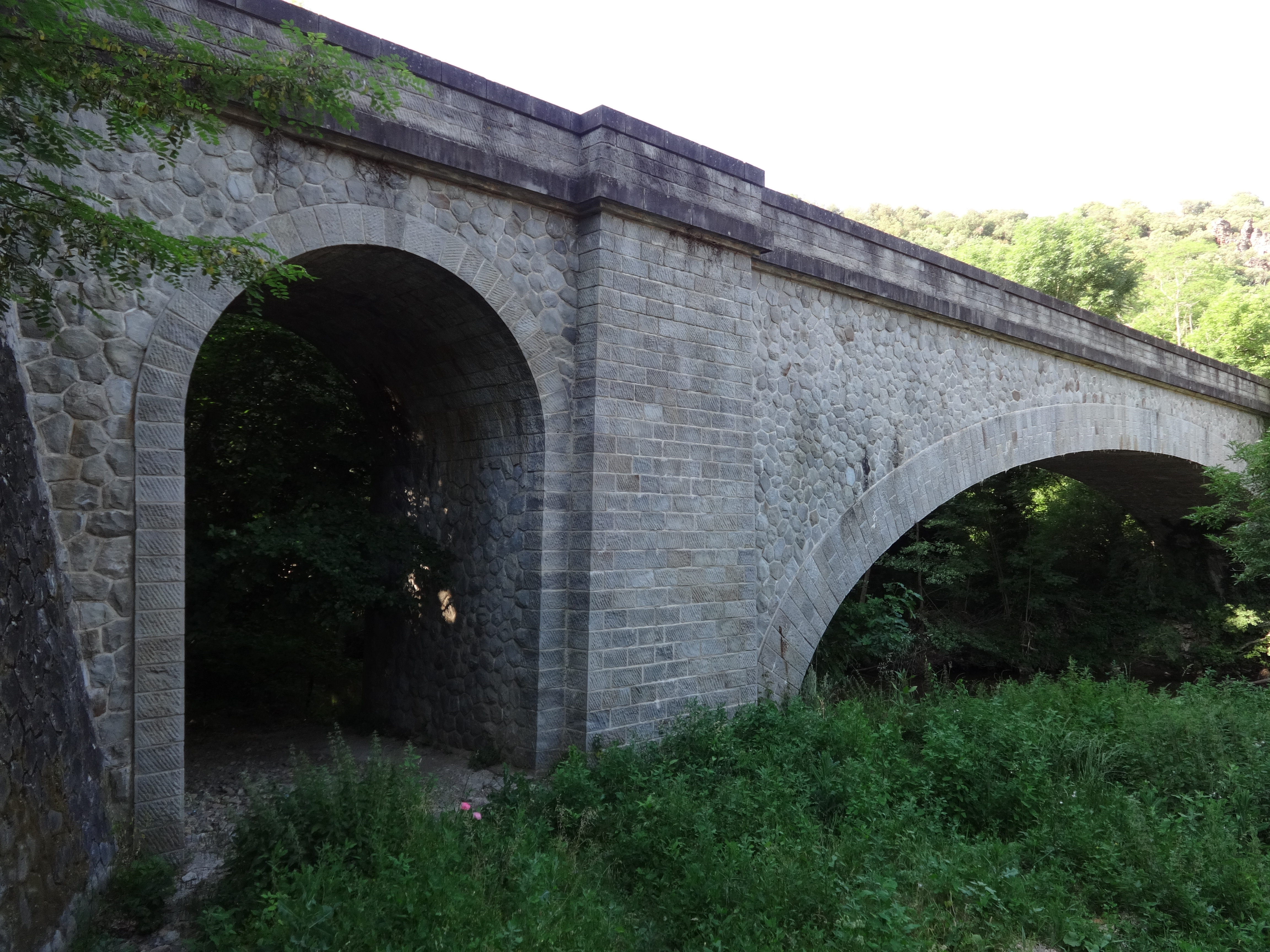
Pont sur la Mare à Saint- Gervais-sur-Mare
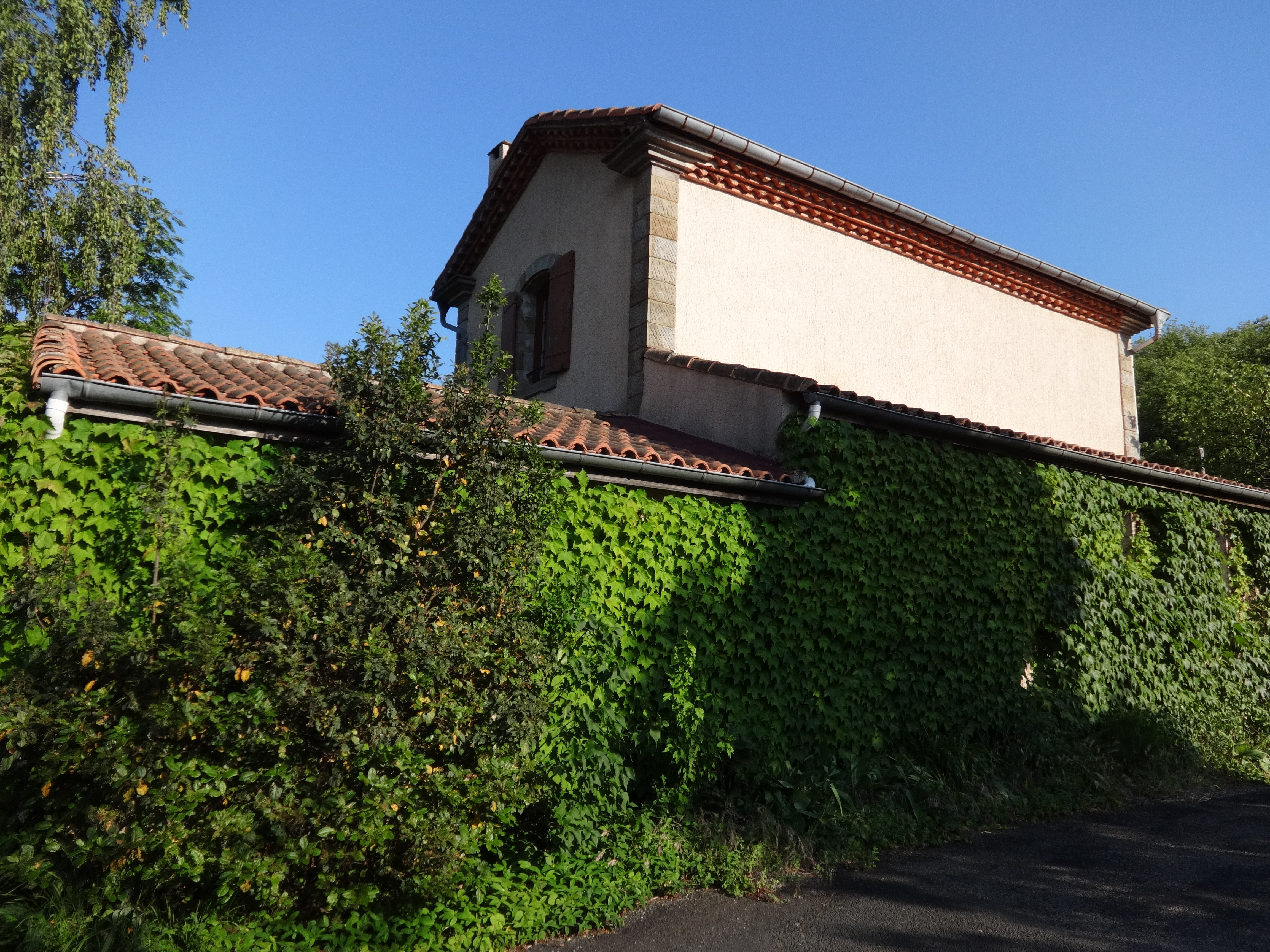
PN de Saint-Gervais-sur-Mare
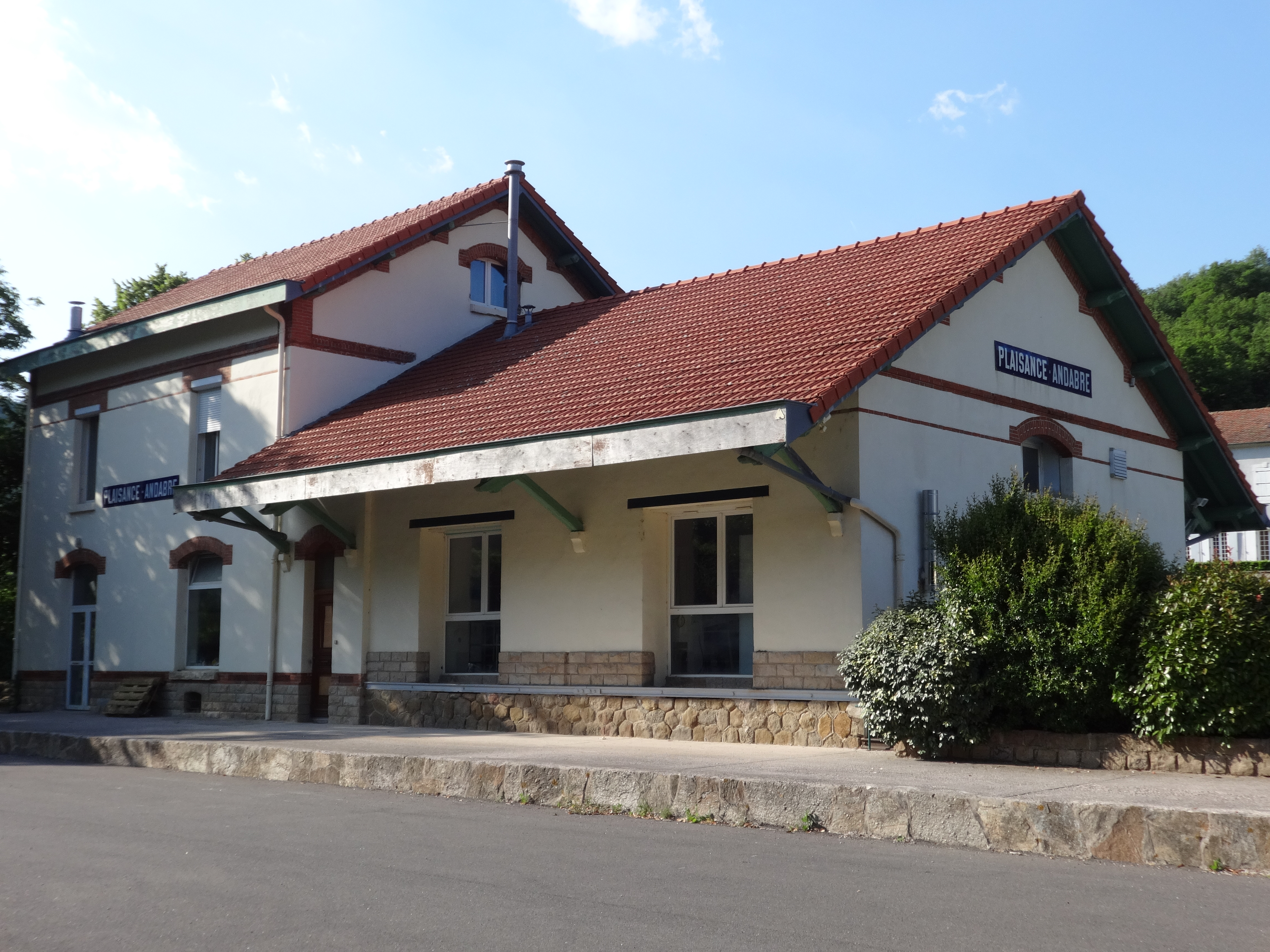
Gare de Plaisance-Andabre